# Lonny Bohonos
Lonny W. Bohonos (* 20. Mai 1973 in Winnipeg, Manitoba) ist ein ehemaliger kanadischer Eishockeyspieler, der in der National Hockey League für die Vancouver Canucks und die Toronto Maple Leafs sowie in der Deutschen Eishockey Liga für die Adler Mannheim spielte.

## Spielerkarriere
Der 1,80 m große Flügelstürmer begann seine Karriere bei verschiedenen Teams in der kanadischen Juniorenliga WHL, bevor er 1994 als WHL-Topscorer aber dennoch ungedrafteter Free Agent von den Vancouver Canucks verpflichtet wurde.
Zunächst wurde der Rechtsschütze beim AHL-Farmteam der Canucks, den Syracuse Crunch, eingesetzt, in der Saison 1995/96 absolvierte Bohonos dann seine ersten drei NHL-Einsätze für Vancouver. Auch in den folgenden Jahren pendelte der Kanadier zwischen Farmteams und NHL-Kader, dies änderte sich auch nach seinem Wechsel zu den Toronto Maple Leafs während der Saison 1997/98 nicht, wo er zumeist nur bei den St. John’s Maple Leafs eingesetzt wurde.
Nach einem Jahr bei den Manitoba Moose in der International Hockey League wechselte Bohonos 2000 zum HC Davos in die Schweizer Nationalliga A, in der er bis 2004 für Davos und später für die ZSC Lions auf dem Eis stand. In der Spielzeit 2001/02 gewann er mit Davos den Schweizer Meistertitel und den Spengler Cup 2000 und 2001. Nach einem erneuten Jahr in den Vereinigten Staaten bei den Chicago Wolves wechselte Bohonos zur Saison 2005/06 zum DEL-Rekordmeister Adler Mannheim, wo er seine Karriere aufgrund einer schweren Verletzung der Halswirbelsäule nach einer Spielzeit beenden musste.

## Erfolge und Auszeichnungen
| - 1994 Bob Clarke Trophy - 1994 Brad Hornung Trophy - 1994 WHL West First All-Star Team - 1994 CHL First All-Star Team - 2000 Spengler Cup All-Star Team | - 2001 Topscorer der Nationalliga A - 2002 Schweizer Meister mit dem HC Davos - 2002 Bester Torschütze der NLA-Playoffs - 2002 Bester Scorer der NLA-Playoffs - 2002 Spengler Cup All-Star Team |

## Karrierestatistik
(Legende zur Spielerstatistik: Sp oder GP = absolvierte Spiele; T oder G = erzielte Tore; V oder A = erzielte Assists; Pkt oder Pts = erzielte Scorerpunkte; SM oder PIM = erhaltene Strafminuten; +/− = Plus/Minus-Bilanz; PP = erzielte Überzahltore; SH = erzielte Unterzahltore; GW = erzielte Siegtore; 1 Play-downs/Relegation; Kursiv: Statistik nicht vollständig)